# Ampulex ruficoxis
Ampulex ruficoxis är en  stekelart som beskrevs av Cameron 1902. Ampulex ruficoxis ingår i släktet Ampulex och familjen Ampulicidae. Inga underarter finns listade i Catalogue of Life.